# Осока гладконосая
Осока гладконосая, или гладконо́сиковая (лат. Carex leiorhyncha) — многолетнее травянистое растение, вид рода Осока (Carex) семейства Осоковые (Cyperaceae).

## Ботаническое описание
Светло-зелёное растение, с коротким неползучим корневищем, образующим дерновины. Все части растения или только перепончатая сторона влагалищ пурпурно-точечные, последняя большей частью поперечно-морщинистая.
Стебли высотой 25—50 см, кверху шершавые.
Листья плоские, шириной 2—4 мм, короче стебля.
Колоски многочисленные, до 30—40 (15—50), андрогинные, яйцевидные, растопыренные, с остевидным прицветным листьями у основания каждого колоска, собраны в продолговато-цилиндрический, густой, книзу более рыхлый колос длиной 5—10 см, нижние иногда коротковетвистые. Чешуи яйцевидные, островатые, бледно-зелёные, пурпурно исчерченные, уже и короче мешочков, с коротковатой осью. Мешочки продолговато-яйцевидные или яйцевидные, плоско-выпуклые, длиной (3)3,2—3,5(5) мм, желтовато- или бледно-зелёные, кверху пурпурово-точечные, с обеих сторон с многочисленными ребристыми жилками, у основания губчато утолщённые, перепончатые, на короткой ножке, с неясным гладким краем, постепенно переходящие в плоский и гладкий, коротко-двузубчатый носик. Кроющие листья щетиновидные, реже узколинейные, превышающие колоски (и очень редко всё соцветие).
Плод в 2,5 раза короче и в 2 раза у́же мешочка. Плодоносит в июне — июле.
Число хромосом 2n=76—80 (Heilborn, 1939).
Вид описан из Восточной Сибири.

## Распространение и экология
Ареал вида охватывает Восточную Сибирь: Восточная Даурия; Дальний Восток: юг Зее-Буреинского района и северо-запад и юг Уссурийского края; Восточную Азию: Северо-Восточный и Северный Китай, полуостров Корея.
Произрастает на сырых и болотистых, реже сухих лугах, в поймах рек, на влажных местах вдоль лесных дорог и троп, в сырых разреженных лесах и кустарниках.

## Таксономия
Вид Осока гладконосая входит в род Осока (Carex) трибы Cariceae подсемейства Сытевые (Cariceae) семейства Осоковые (Apiaceae) порядка Злакоцветные (Poales).
|  |                                      |  |                                                             |                                                             |                    |  | ещё 17 семейств (согласно Системе APG II) | ещё 17 семейств (согласно Системе APG II)         |                                                   |  |  |  | ещё 13 триб (согласно Системе APG II) | ещё 13 триб (согласно Системе APG II) |  |  |  |  | ещё более 2450 видов | ещё более 2450 видов |
|  |                                      |  |                                                             |                                                             |                    |  | ещё 17 семейств (согласно Системе APG II) | ещё 17 семейств (согласно Системе APG II)         |                                                   |  |  |  | ещё 13 триб (согласно Системе APG II) | ещё 13 триб (согласно Системе APG II) |  |  |  |  | ещё более 2450 видов | ещё более 2450 видов |
|  |                                      |  |                                                             | порядок Злакоцветные                                        |                    |  |                                           |                                                   | подсемейство Сытевые                              |  |  |  |                                       | род Осока                             |  |  |  |  |                      |                      |
|  |                                      |  |                                                             | порядок Злакоцветные                                        |                    |  |                                           |                                                   | подсемейство Сытевые                              |  |  |  |                                       | род Осока                             |  |  |  |  |                      |                      |
|  | отдел Цветковые, или Покрытосеменные |  |                                                             |                                                             | семейство Осоковые |  |                                           |                                                   | триба Cariceae                                    |  |  |  | вид Осока гладконосая                 |                                       |  |  |  |  |                      |                      |
|  | отдел Цветковые, или Покрытосеменные |  |                                                             |                                                             |                    |  |                                           |                                                   |                                                   |  |  |  |                                       |                                       |  |  |  |  |                      |                      |
|  |                                      |  | ещё 44 порядка цветковых растений (согласно Системе APG II) | ещё 44 порядка цветковых растений (согласно Системе APG II) |                    |  |                                           | подсемейство Мапаниевые (согласно Системе APG II) | подсемейство Мапаниевые (согласно Системе APG II) |  |  |  | ещё около 100 родов                   | ещё около 100 родов                   |  |  |  |  |                      |                      |
|  |                                      |  |                                                             | ещё 44 порядка цветковых растений (согласно Системе APG II) |                    |  |                                           |                                                   | подсемейство Мапаниевые (согласно Системе APG II) |  |  |  |                                       | ещё около 100 родов                   |  |  |  |  |                      |                      |